# Прикладная физика
Прикладная физика — комплекс научных дисциплин, разделов и направлений физики, ставящих своей целью решение физических проблем для конкретных технологических и практических применений. Их важнейшей характеристикой является то, что конкретное физическое явление рассматривается не ради изучения, а в контексте технических и междисциплинарных проблем. «Прикладная» физика отличается от «чистой», которая концентрирует своё внимание на фундаментальных исследованиях. Прикладная физика базируется на открытиях, сделанных при фундаментальных исследованиях, и сосредоточивается на решении проблем, стоящих перед технологами, с тем чтобы наиболее эффективно использовать эти открытия на практике. Иными словами, прикладная физика уходит корнями в основополагающие истины и основные понятия физической науки, но связана с использованием этих научных принципов в практических устройствах и системах. Прикладные физики могут быть заинтересованы также в решении проблем для научных исследований. Например, люди, работающие в области физики ускорителей, совершенствуют их для проведения исследований в области строения материи.

## Области исследований
| - Агрофизика - Акустика - Аналоговая электроника - Астрофизика - Атомно-силовая микроскопия - Баллистика - Биофизика - Волоконная оптика - Вычислительная физика - Геофизика - Гидродинамика - Динамика транспортных средств - Квантовая электроника - Медицинская физика - Микрогидродинамика - Нанотехнологии - Неразрушающий контроль - Оптика - Оптоэлектроника - Петрофизика | - Сверхпроводники - Спинтроника - Теория управления - Техническая физика - Физика атмосферы - Физика измерений - Физика космической плазмы - Физика лазеров - Физика плазмы - Физика полупроводников - Физика почвы - Физика связи - Физика твёрдого тела - Физика ускорителей - Фотовольтаика - Цифровая электроника - Эконофизика - Ядерная техника - Ядерные технологии |

## Известные научные центры
- Институт прикладной физики РАН
- Факультет общей и прикладной физики МФТИ
- Факультет прикладной физики Калифорнийского технологического института (англ.)
- Факультет прикладной физики Стэнфордского университета (англ.)
- Факультет прикладной физики и прикладной математики Колумбийского университета (англ.)
- Факультет прикладной физики Гарварда (англ.)
- Лаборатория прикладной физики Бенгальского университета науки и техники
- Applied Физическая лаборатория унивегситета Джонса Гопкинса (англ.)
- Факультет прикладной физики университета Калькутты
- Институт прикладной физики университета в Мюнстере
- Школа прикладной физики и техники Корнуэлльского университета (англ.)
- Национальная физическая лаборатория Великобритании